# Franciszek IV Habsburg-Este

Herb rodziny Austria-Este

Franciszek IV d’Este (wł. Francesco IV Giuseppe Carlo Ambrogio Stanislao d'Absburgo-Este) (ur. 6 października 1779 w Mediolanie, zm. 21 stycznia 1846 w Modenie) – książę Modeny, Reggio i Mirandoli (od 1815), książę Massy i książę Carrary (od 1829), arcyksiążę, książę Węgier i Czech, kawaler Orderu Złotego Runa, generał kawalerii Armii Cesarstwa Austriackiego. Syn arcyksięcia Ferdynanda Habsburga i Marii Beatrice d’Este, córki Herkulesa III d’Este.

## Życiorys
5 stycznia 1808 roku został mianowany na stopień generała kawalerii. Od 1789 do śmierci był szefem Pułku Kirasjerów Nr 2, późniejszego Czeskiego Pułku Dragonów Nr 2.
W 1814 roku kongres wiedeński uznał prawa Franciszka IV, do tronu Księstwa Modeny. Książę był przeciwnikiem wszelkich ruchów rewolucyjnych i rządził w duchu absolutyzmu. Wszędzie wietrzył spisek. Był przeciwny zwłaszcza stowarzyszeniu Karbonariuszy, które swoją działalność kierowało przeciwko absolutyzmowi i klerowi, zwłaszcza rządom Habsburgów. W 1830 nie zaakceptował rewolucji lipcowej we Francji i odsunięcia od władzy Burbonów. Nie uznał też Monarchii Lipcowej oraz rządów Ludwika Filipa I, który był królem Francuzów, a nie królem Francji.
Udzielił schronienia Karolowi (V), pierwszemu karlistowskiemu pretendentowi do tronu Hiszpanii oraz Michałowi I królowi Portugalii i Algarve w latach 1828-1834.

## Małżeństwo
W 1812 Franciszek ożenił się z księżniczką Marią Beatrycze Sabaudzką, która była najstarszą córką króla Sardynii Wiktora Emanuela I. Z małżeństwa pochodziło czworo dzieci:
- Maria Teresa (ur. 14 lipca 1817, zm. 25 marca 1886), żona Henryka, hrabiego Chambord,
- Franciszek V (ur. 1 czerwca 1819, zm. 20 listopada 1875),
- Ferdynand Karol (ur. 20 lipca 1821, zm. 15 grudnia 1849),
- Maria Beatrice (ur. 13 lutego 1824, zm. 18 marca 1906), żona Juana, hrabiego Montizón.